# ناتالي بيكار
ناتالي بيكار ، هي راهبة فرنسية ، تعد أول امرأة تشغل منصب وكيل مجمع الأساقفة مع حق التصويت في هيئة تدرس مسائل العقيدة الرئيسية في الفاتيكان ، منذ فبراير من عام 2021.

## حياتها المبكرة
ولدت بيمار في فونتينبلو عام 1969 ، ودرست الفلسفة واللاهوت في "مركز سيفر- الكليات اليسوعية" في باريس وعلم الاجتماع في معهد الدراسات العليا للعلوم الاجتماعية ، وهي متخصصة في علم الكنيسة في كلية بوسطن للاهوت في الولايات المتحدة ، وعملت مستشارة في الفاتيكان منذ عام 2019 .